# Aurore Trayan
Aurore Trayan, francoska lokostrelka, * 11. maj 1980, Toulon, Francija.
Sodelovala je na lokostrelskem delu poletnih olimpijskih igrah leta 2004, kjer je osvojila 59. mesto v individualni in 4. mesto v ekipni konkurenci.